# Organização Democrática Nacionalista
Organização Democrática Nacionalista (em castelhano:  Organización Democrática Nacionalista, ORDEN) foi uma organização paramilitar salvadorenha fundada sob o regime militar de Julio Adalberto Rivera, chefiada por José Alberto Medrano. A ORDEN ajudou a controlar as eleições de 1972, nas quais o reformista José Napoleón Duarte perdeu para Arturo Armando Molina (do partido de Rivera, o Partido de Conciliação Nacional, PCN) devido à fraude.

## História
A ORDEN foi originalmente criada em 1961 como um aparato de defesa civil, composto por unidades de reserva do exército e camponeses recrutados. Segundo o Instituto de Direitos Humanos da Universidade Centro-Americana, uma das principais funções da ORDEN inicialmente era identificar e eliminar os supostos comunistas entre a população rural.  Sob o comando do coronel José Alberto Medrano, a ORDEN foi transformada em uma força miliciana altamente organizada, com oficiais militares no nível de departamento, oficiais não comissionados coordenando ações dos centros municipais e muitos membros provenientes de reservistas do exército e oficiais aposentados da Guarda Nacional e da Polícia do Tesouro. A ORDEN funcionou como instrumento de coleta de informações das Forças Armadas de El Salvador (FAES), atuando também em operações anti-insurgentes e ajudando no recrutamento militar. Sua estrutura era composta por altos oficiais militares, diretamente responsáveis perante o presidente, e funcionava como o cérebro de uma rede de segurança que abrangia todo o país, fornecendo informações e coordenando as atividades dos esquadrões da morte. 
Em 1965, todas as forças militares, paramilitares e outras forças de El Salvador foram sincronizadas sob um sistema: ANSESAL, ou Agência Nacional de Segurança Salvadorenha (Agencia Nacional de Seguridad Salvadoreña). Um relatório de 1983 disse que uma em cada cinco pessoas em El Salvador era informante da ANSESAL.
Após 1967, sua existência e função foram tornadas públicas e serviram para fortalecer a base de apoio ao PCN, que venceu todas as eleições entre 1962 e 1969. A importância da ORDEN residia em ser uma organização composta por camponeses e agricultores responsáveis por reprimir sua própria classe. Em 1967, a organização paramilitar mobilizou mais de 100.000 pessoas. Após a eleição de Fidel Sánchez Hernández, também em 1967, o presidente assumiu o controle da ORDEN.
A ORDEN penetrou em todos os vilarejos do país e, de acordo com a Americas Watch, "é amplamente reconhecido como um dos precursores dos 'esquadrões da morte' do final das décadas de 1970 e 1980". Durante a década de 1970, as unidades da ORDEN frequentemente participaram com as forças militares e de segurança na tortura e na morte de oponentes desarmados do governo e foram acusadas de se envolver em uma repressão generalizada pelo Departamento de Estado dos Estados Unidos e pela Organização dos Estados Americanos (OEA).  O relatório da Anistia Internacional de outubro de 1978 sobre El Salvador indicava que a ORDEN funcionava como um esquadrão de delinquentes do governo para amedrontar a população local, interromper as reuniões  comunitárias, intimidar os eleitores e torturar e assassinar camponeses. 
Durante o regime do general Carlos Humberto Romero, o governo confiou fortemente na ORDEN para reprimir a oposição nas áreas rurais. A Comissão Interamericana de Direitos Humanos da OEA emitiu um relatório que indicava que a ORDEN estava aterrorizando camponeses em todo o país como parte da política geral de repressão militar e que a ORDEN estava envolvida em vários assassinatos extrajudiciais e atos de tortura. Além disso, um relatório de março de 1980 da Anistia Internacional à Comissão Interamericana continha sete páginas de incidentes em que os militares, as forças de segurança ou a ORDEN eram responsáveis por matar civis desarmados. No final da década de 1970, houve relatos de forças da ORDEN e da Guarda Nacional matando oponentes civis do governo com machetes, às vezes brutalmente esquartejando-os até a morte e deixando-os expostos em público como um aviso para outros ativistas.
A ORDEN também esteve envolvida na intimidação dos eleitores durante as eleições de 1972 e 1977, desempenhando um papel central nos reforços de fraude eleitoral. A votação em El Salvador era obrigatória para todos os cidadãos e aqueles que não cumpriam estavam sujeitos a intimidação pelas forças de segurança e pelas facções políticas armadas. A organização esteve fortemente envolvida em coagir a população civil a votar no general Romero nas eleições de fevereiro de 1977, supostamente usando machetes para aterrorizar os oponentes do general até a submissão e forçar os cidadãos a votar em Romero.  A ORDEN também coordenou e dirigiu ações repressivas contra o clero. Em apenas quatro meses entre fevereiro e maio de 1977, 17 padres foram expulsos ou forçados a fugir do país, quatro presos e torturados e seis mortos. Essas ações foram coordenadas e realizadas pela ORDEN. 
Em novembro de 1979, a ORDEN foi oficialmente desativada pela Junta Revolucionária de Governo de El Salvador como parte de um programa de reforma dos direitos humanos. No entanto, com a escalada das tensões civis e a renúncia dos últimos membros civis da junta, os militares reativariam oficialmente a ORDEN. A organização posteriormente retomou suas funções normais, como uma agência de coleta de informações e um aparato repressivo, e continuou a ser o principal auxiliar das forças convencionais em El Salvador. 
Em 14 de maio de 1980, a ORDEN participou com a Guarda Nacional e as unidades do Destacamento Militar N.º 1 em um grande massacre no Rio Sumpul, no qual cerca de 600 civis foram mortos, principalmente mulheres e crianças. Quando os aldeões tentavam escapar da violência atravessando o rio, foram impedidos de alcançar o outro lado pelas forças armadas hondurenhas "e depois mortos pelas tropas salvadorenhas que dispararam a sangue frio".  Camponeses que sobreviveram ao massacre descreveram mais tarde para as delegações estrangeiras de inquérito como os soldados salvadorenhos e os membros da ORDEN reuniram crianças e bebês, jogavam-os no ar e os matavam com machetes.